# Asclepias emoryi
Asclepias emoryi là một loài thực vật có hoa trong họ La bố ma. Loài này được (Greene) Vail ex Small mô tả khoa học đầu tiên năm 1903.